# مودریتسه
مودریتسه (به چکی: Modřice) یک منطقهٔ مسکونی در جمهوری چک است که در ناحیه برنو-تسوونتری واقع شده‌است. مودریتسه ۴٬۷۴۲ نفر جمعیت دارد.